# Porsche Museum
Het Porsche Museum is een automuseum gevestigd in de Duitse stad Stuttgart. Het museum bevindt zich nabij de hoofdzetel van Porsche in Zuffenhausen (Stuttgart) en opende zijn deuren in 1976.
Vanaf 2005 werd op de Porsche Platz een nieuw gebouw gerealiseerd voor het huisvesten van het museum naar een ontwerp van het Weense architectenbureau Delugan Meissl. Op 31 januari 2009 vond de opening van het nieuwe museum plaats.
In het gebouw met een expo-oppervlakte van 5600 m² worden tachtig wagens tentoongesteld en verneemt men er tal van interessante weetjes over Porsche.

## Fotogalerij

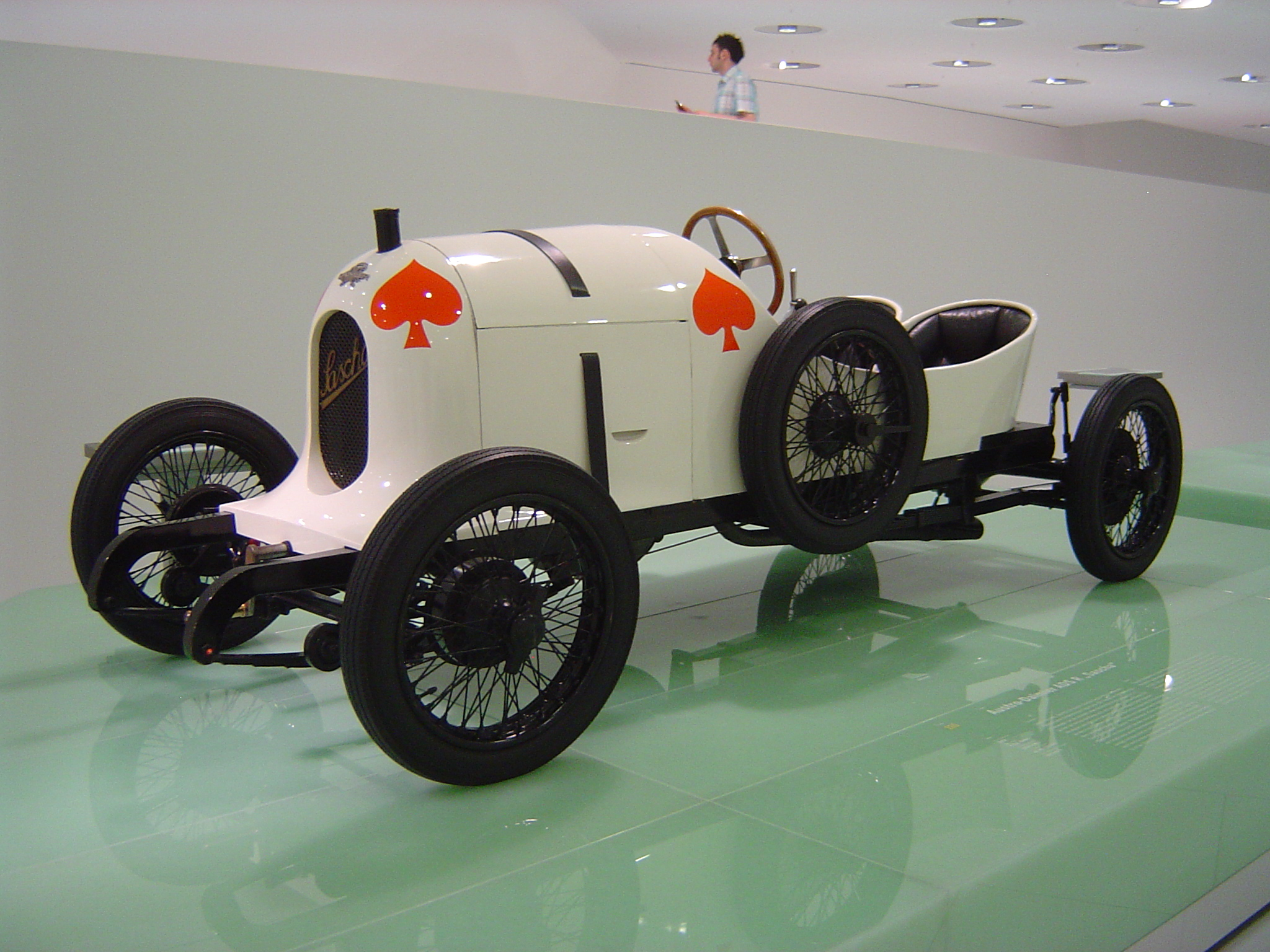
Austro-Daimler Sascha
Porsche 911 S 2.2 Targa
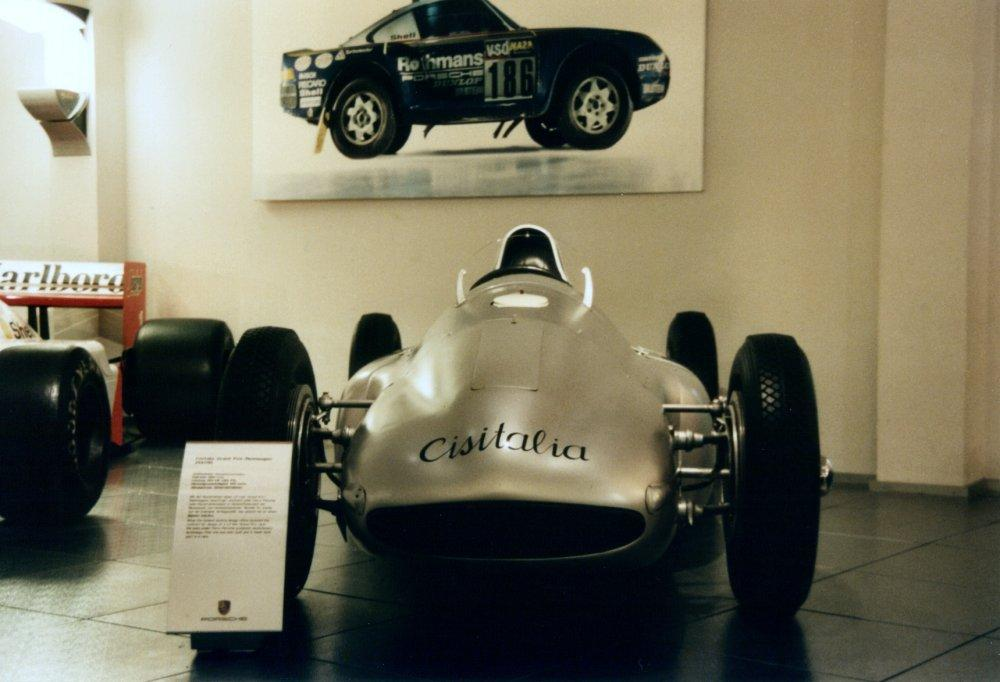
Porsche 360 Cisitalia (1947)
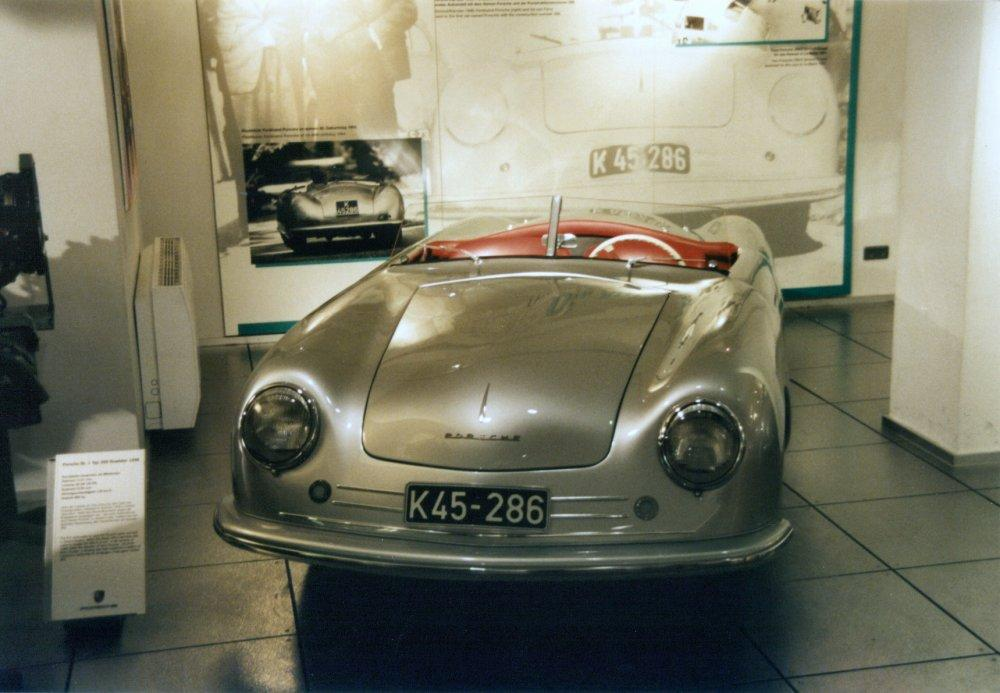
Porsche 356 Nr. 1 Roadster (1948)
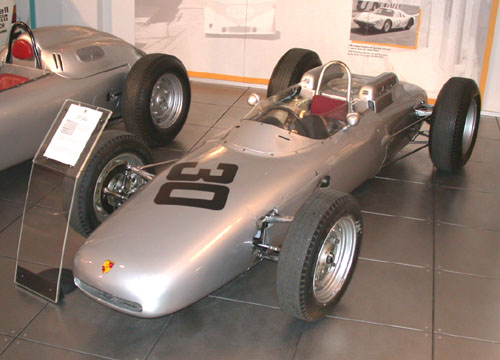
Porsche Type 804, Formule 1 (1962)
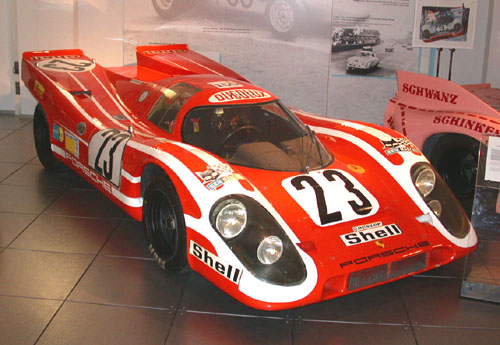
Porsche 917 K (1970)
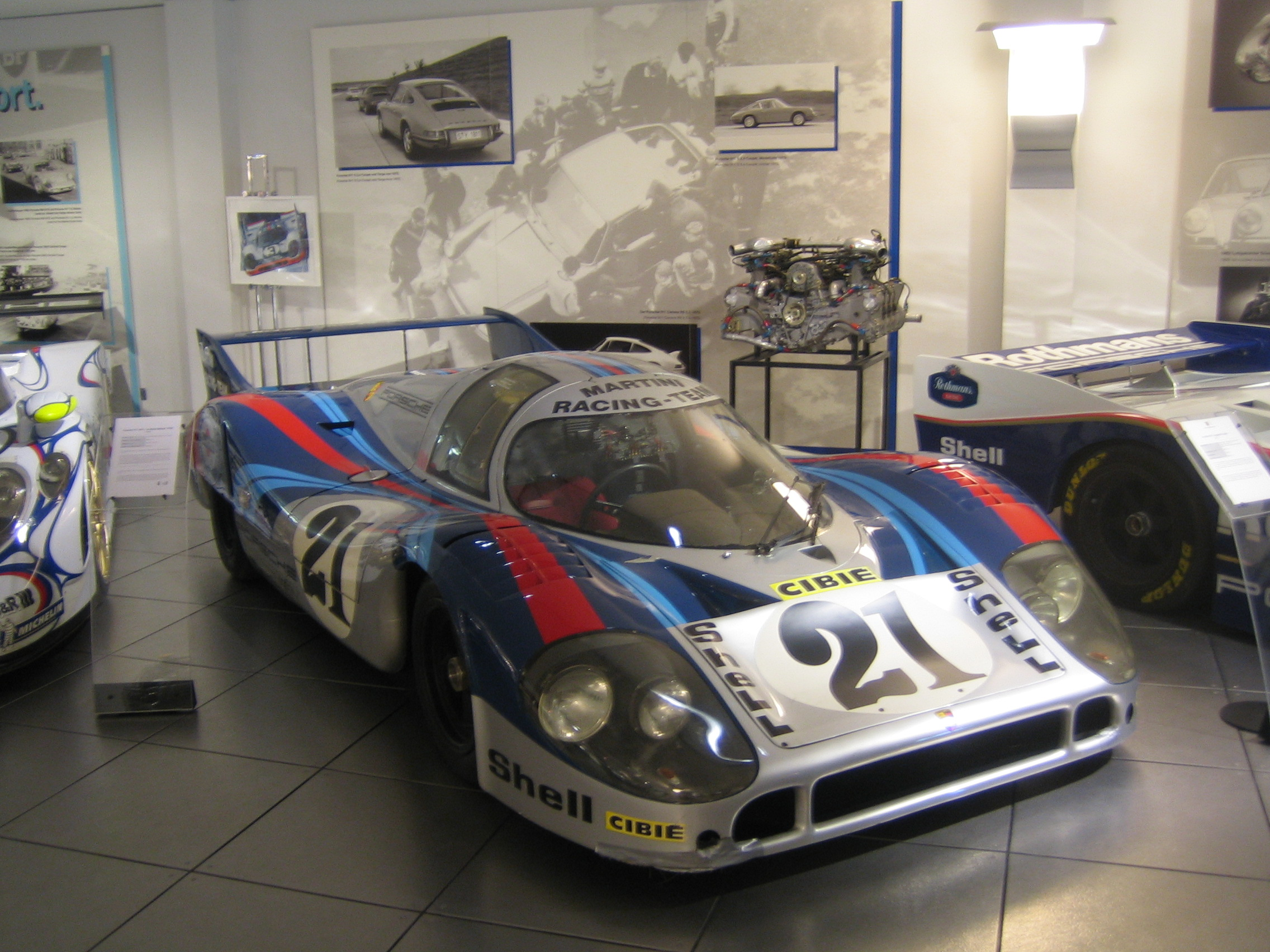
Porsche 917 LH (1971)
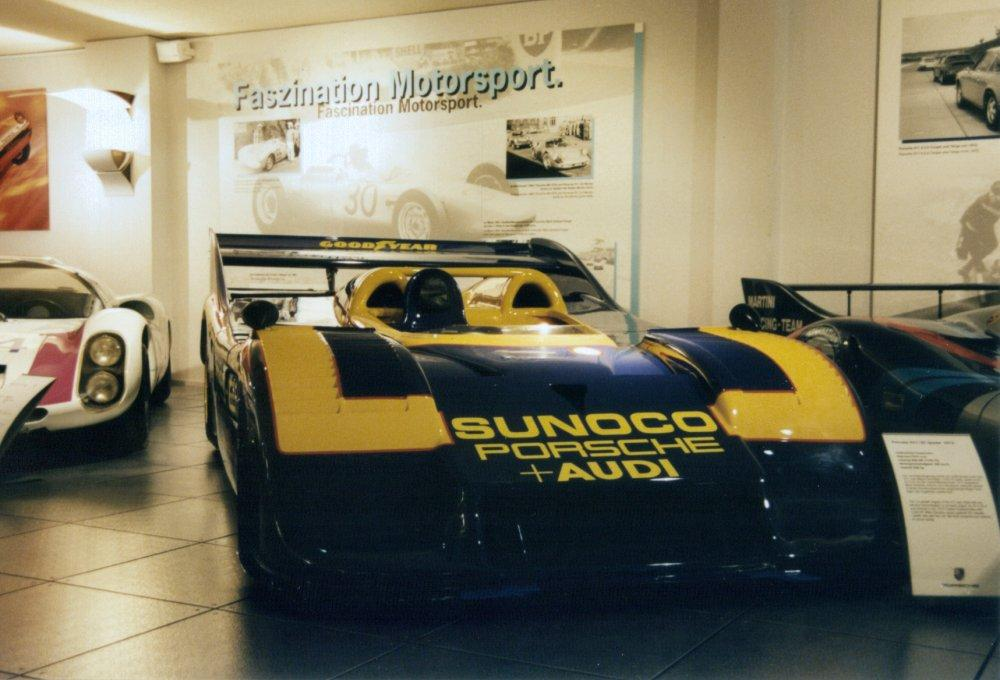
Porsche 917/30 Spider (1973)
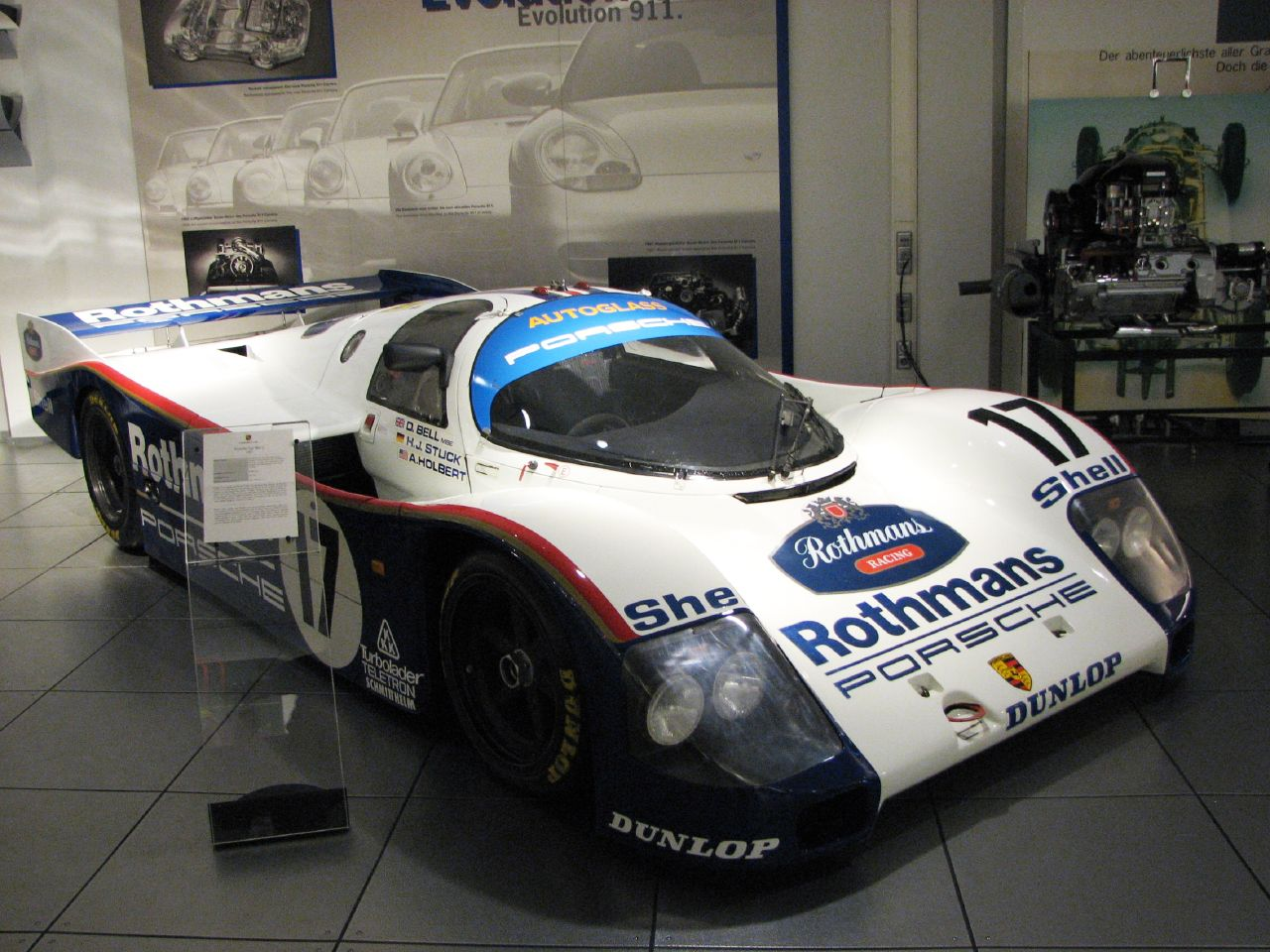
Porsche 956C coupé (1981 - 1985)
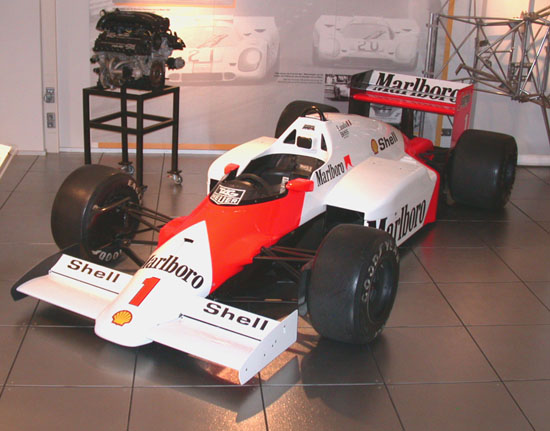
McLarenTAG Porsche F1 (1985)
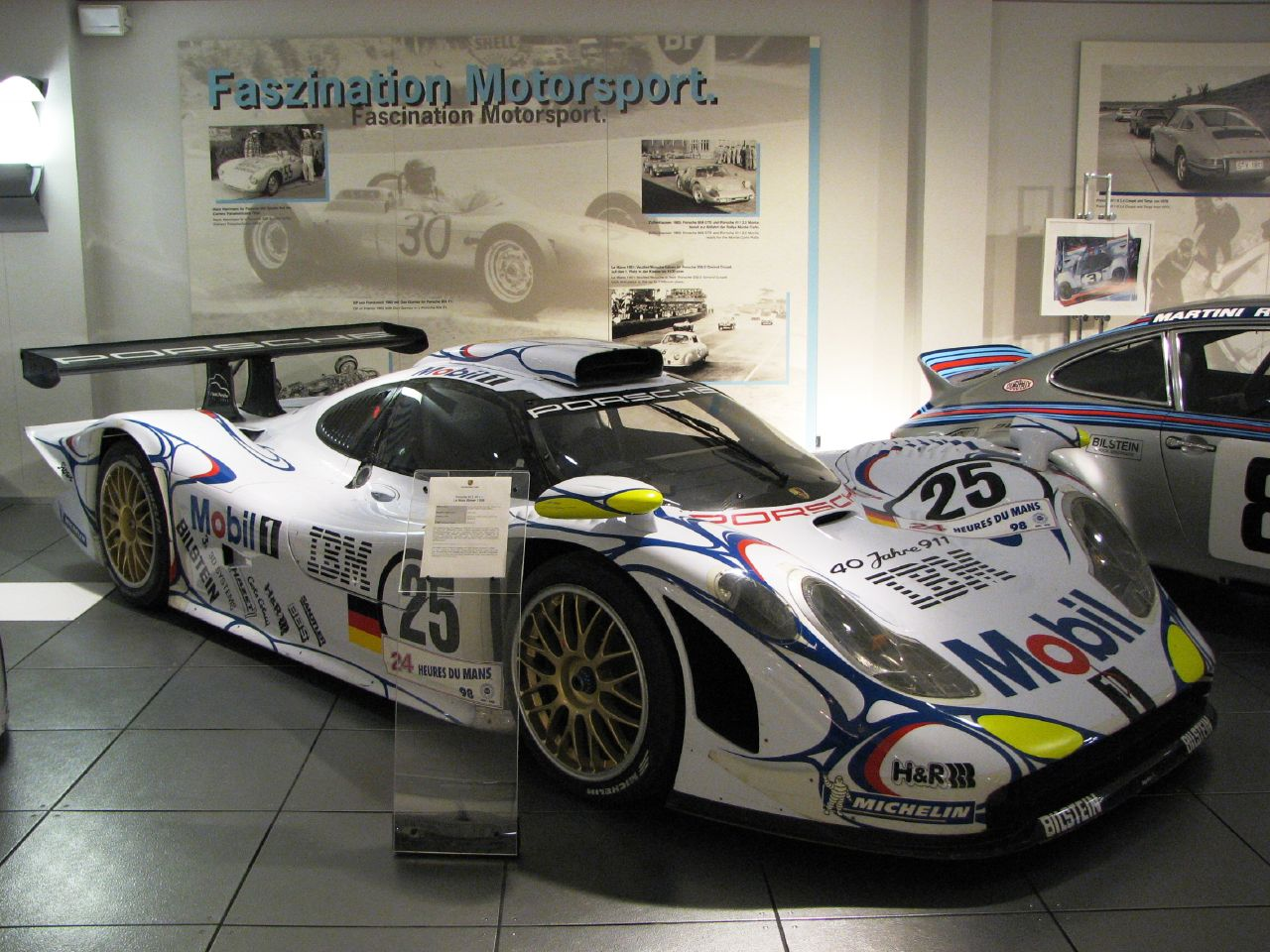
Porsche 911 GT1, met Le Mans-startnummer 25 (1998)
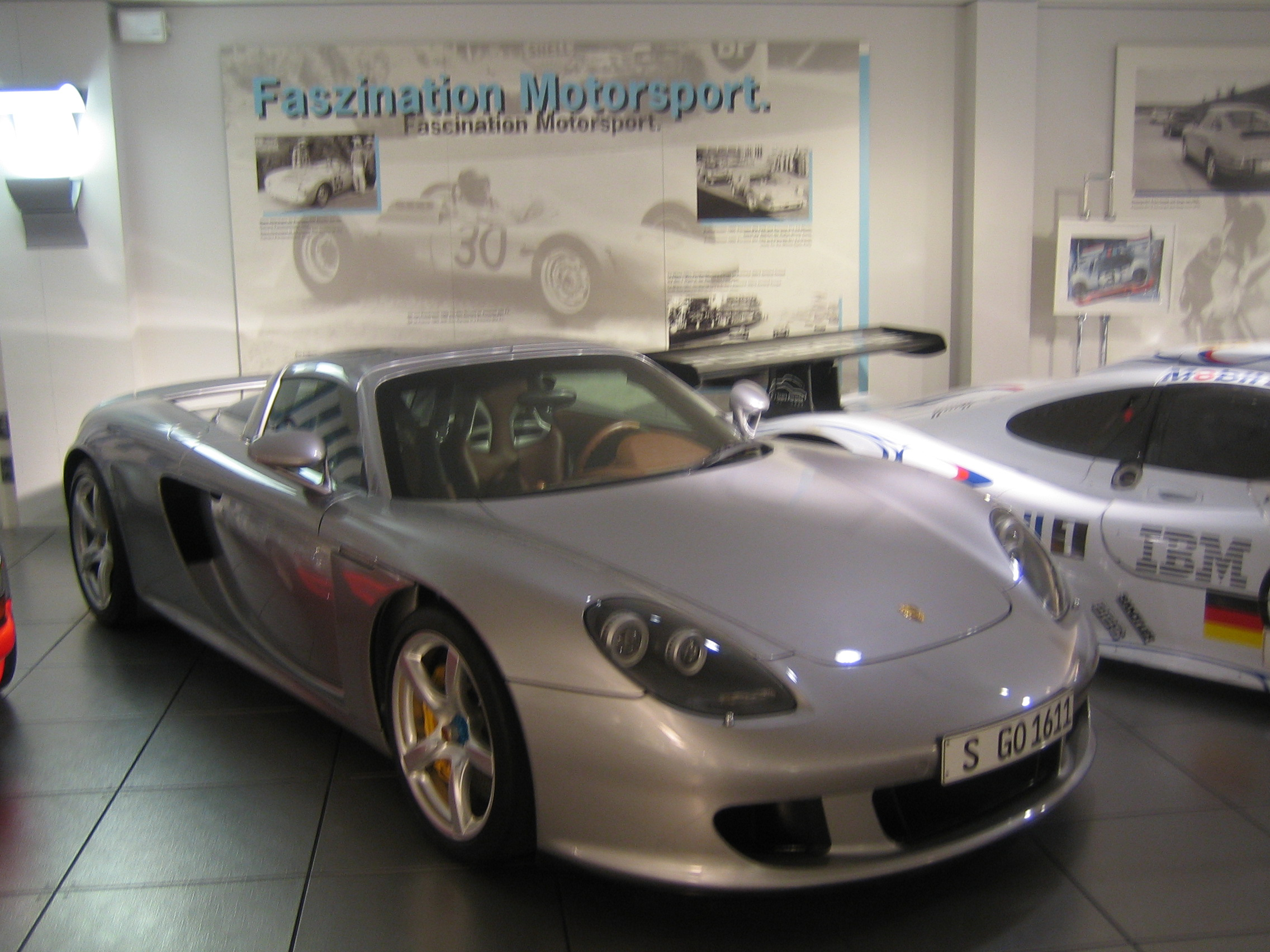
Carrera GT (2003)
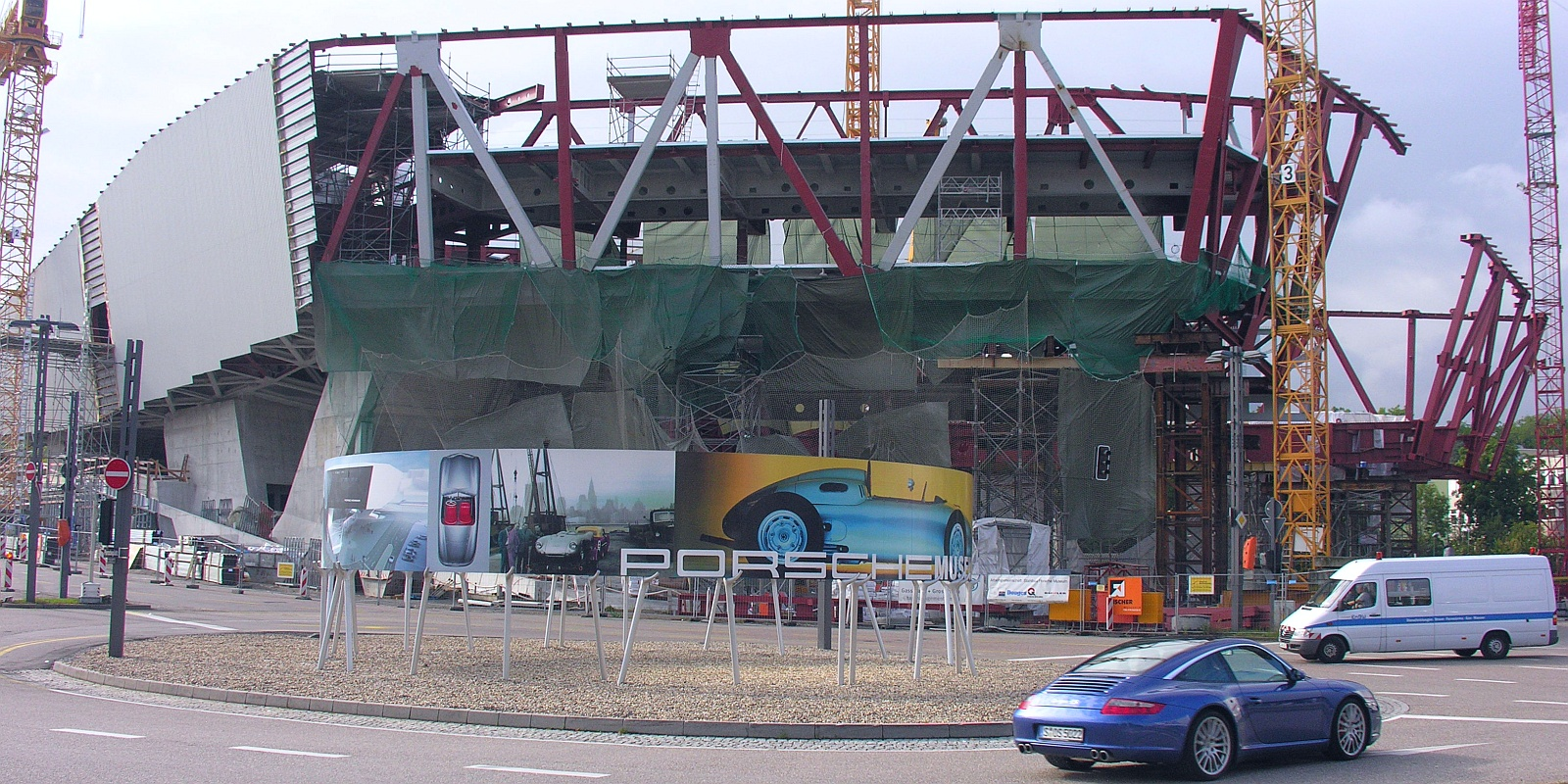
Nieuwe Porsche-Museum in aanbouw, september 2007
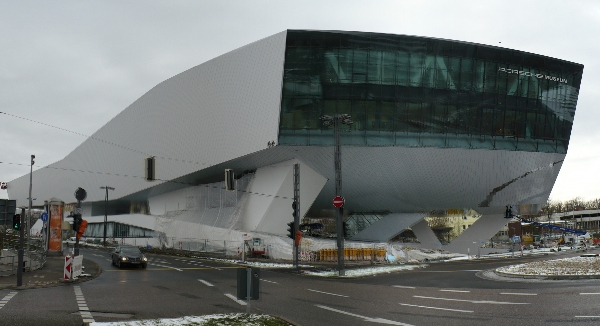
Nieuwe museum in aanbouw, november 2008
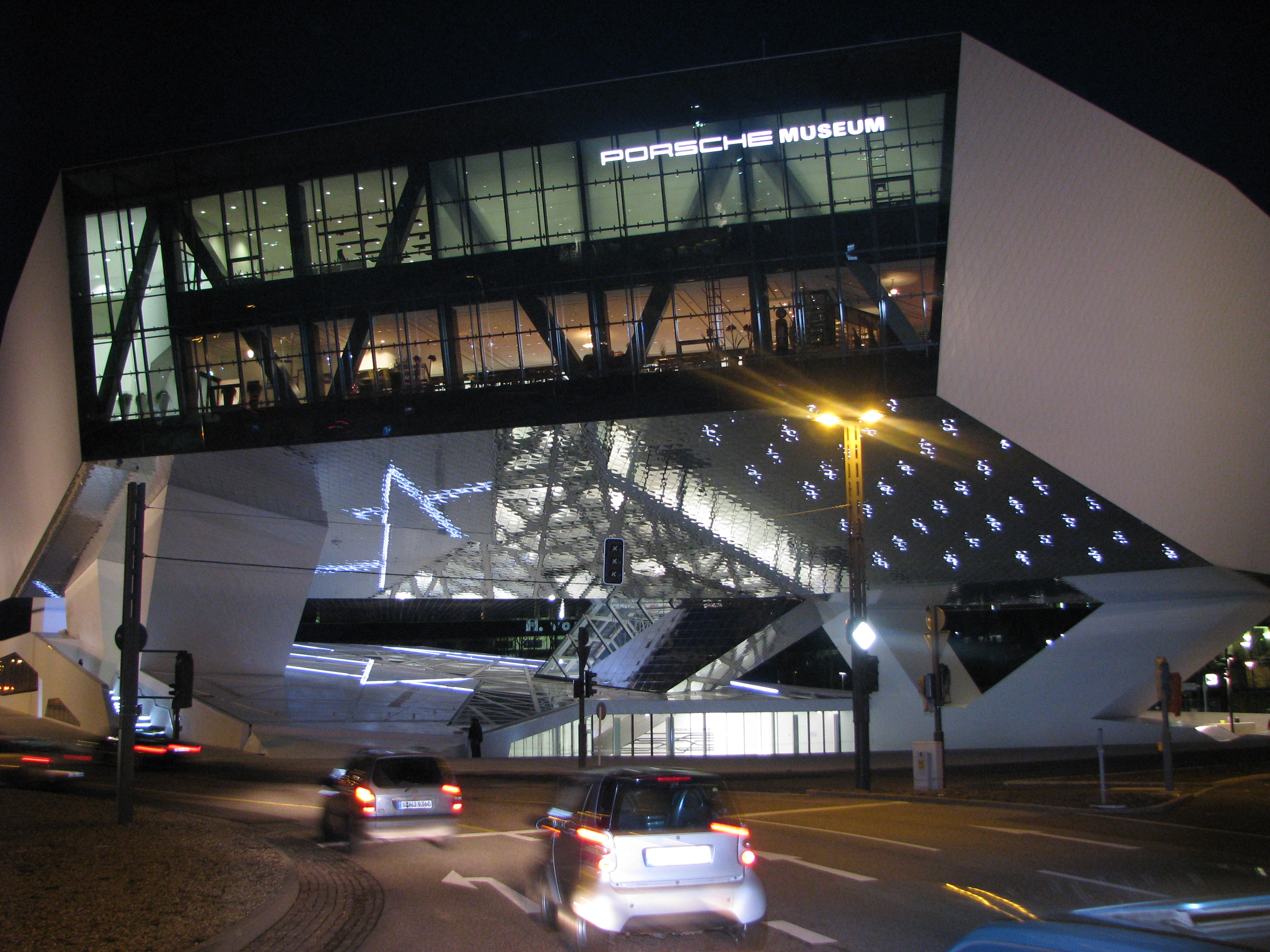
Porsche-Museum, januari 2009
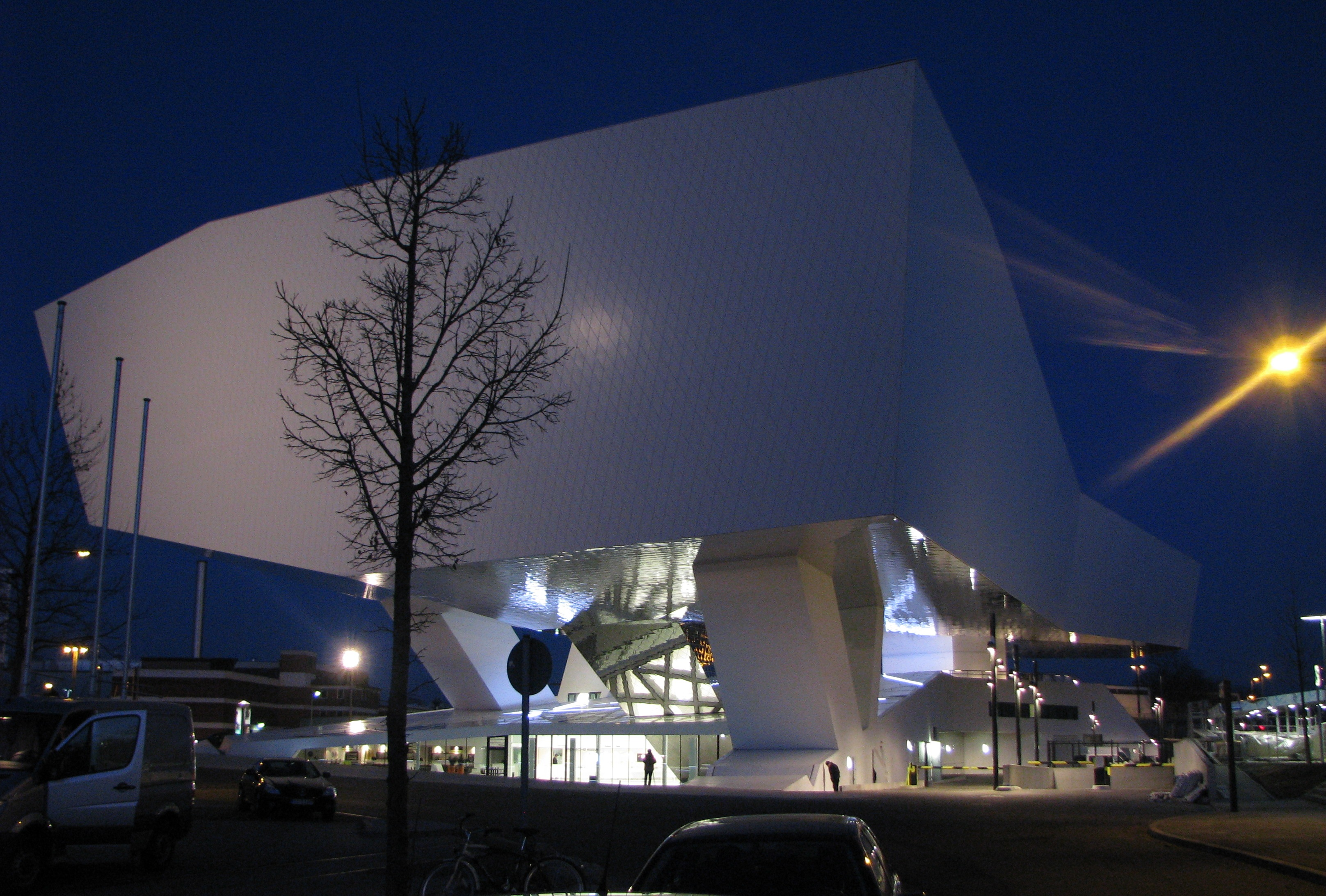
Porsche-Museum gezien vanaf de westkant